# Alfiano Natta
Alfiano Natta (Alfian in piemontese) è un comune italiano di 660 abitanti della provincia di Alessandria in Piemonte.

## Geografia fisica
Situato al confine con la provincia di Asti, in Valle Versa, una delle zone più belle del Monferrato casalese, Alfiano Natta si trova all'estremo nord-ovest della provincia di Alessandria a circa 43 km dal capoluogo, in una posizione panoramica sul versante meridionale della collina di Montebaldo.
Il territorio del comune comprende anche le frazioni di Borghi, Casarello, Sanico, Cardona e parte di Casa Paletti, mentre a nord è occupato dal bacino del torrente Stura e confina per un certo tratto con l'astigiano Moncalvo.

## Origini del nome
Alfiano deriva dal prediale gentilizio Alfius, mentre la seconda parte del nome attuale deriva dalla famiglia Natta che ebbe in feudo la località.

## Storia
Alfiano fu il feudo appartenuto ad una ricca famiglia nobiliare astigiana. Il borgo, in un primo tempo dominio dei Marchesi del Monferrato fu da questi concesso ad alcune famiglie, tra i quali i Natta dal 1531 fino al secolo scorso. Sul colle sopra l'antico borgo si trovano ancora le antiche rovine del castello.

### Simboli
Lo stemma del comune di Alfiano Natta è stato riconosciuto con decreto del capo del governo del 7 aprile 1937.
Lo stemma si ispira all'arme dei marchesi Natta (d'argento, a tre fasce di rosso, alla quercia da sughero di verde, di sei rami, ghiandifera di porpora, attraversante).
Il gonfalone, concesso con regio decreto dell'11 gennaio 1940, è un drappo di rosso.

## Monumenti e luoghi d'interesse

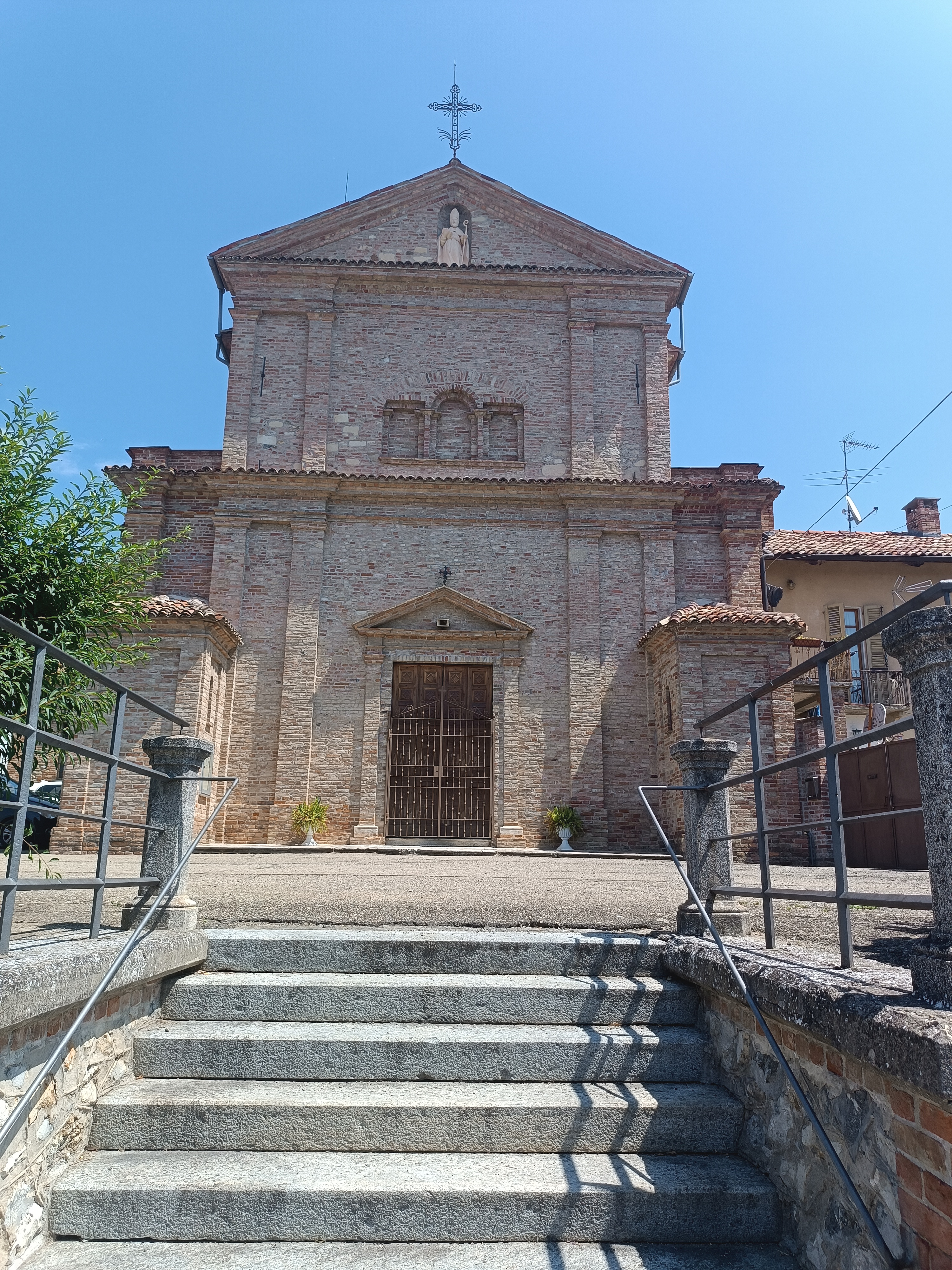
Chiesa S.Marziano

- Nella chiesa di San Marziano, risalente al XVII secolo si possono trovare affreschi del pittore Guglielmo Caccia firmate dall'artista e dalle figlie, anch'esse pittrici
- Un altro quadro del Moncalvo è conservata nella Cappella di San Defendente
- A Cardona, a lato della chiesa di Sant'Eusebio sono incastonati due busti risalenti al tempo dell'Impero romano
- Ad Alfiano Natta si trova anche la tenuta del castello di Razzano, inserita nel sistema dei "Castelli Aperti" del Basso Piemonte. Nel maniero - risalente alla fine del XVII secolo - è ospitata una tenuta agricola privata

## Società

### Evoluzione demografica
In cento anni, la popolazione residente si è ridotta ad un terzo di quella presente nell'anno 1921.
Abitanti censiti

## Economia
Alla fine del secolo scorso nel paese era diffusa l'attività di tessitura del cotone e della canapa, oltre che l'estrazione di ghiaia dalle cave (oggi in disuso) situate sulle colline a Nord del paese, una delle quali, presso la frazione Cardona, è in via di parziale riqualificazione come area attrezzata e meta di passeggiate.
 Attualmente le principali risorse del borgo sono l'agricoltura e in particolare la viticoltura. Le vigne coprono buona parte delle colline della Val Versa e della Valle Cerrina e la produzione di vino è una voce molto importante per la locale economia. Si coltivano anche foraggi, ortaggi, frutta e cereali.
Il comune ospita anche delle sorgenti di acqua solfo-salso-iodiche in località Tròglio e Are. Le loro benefiche proprietà sono ora insidiate dall'inquinamento.

## Cultura
Biblioteche
È presente la biblioteca civica fondata nel 1974 con un patrimonio librario composto da circa 1500 volumi ed opuscoli.

## Amministrazione
Di seguito è presentata una tabella relativa alle amministrazioni che si sono succedute in questo comune.
| Periodo        | Periodo        | Primo cittadino   | Partito                             | Carica              | Note          |
| -------------- | -------------- | ----------------- | ----------------------------------- | ------------------- | ------------- |
| 28 giugno 1985 | 24 maggio 1990 | Luigi Rinetti     | lista civica                        | Sindaco             | [ 10 ]        |
| 24 maggio 1990 | 31 marzo 1994  | Luigi Rinetti     | lista civica                        | Sindaco             | [ 10 ]        |
| 23 aprile 1994 | 24 aprile 1995 | Giuseppe Serra    | -                                   | Sindaco             | [ 10 ]        |
| 24 aprile 1995 | 14 giugno 1999 | Giuseppe Serra    | centro                              | Sindaco             | [ 10 ]        |
| 14 giugno 1999 | 14 giugno 2004 | Giuseppe Serra    | lista civica                        | Sindaco             | [ 10 ]        |
| 14 giugno 2004 | 8 giugno 2009  | Gabriella Paletti | Alleanza Nazionale                  | Sindaco             | [ 10 ]        |
| 8 giugno 2009  | 3 maggio 2013  | Gabriella Paletti | lista civica                        | Sindaco             | [ 10 ]        |
| 3 maggio 2013  | 26 maggio 2014 | Marcello Urso     |                                     | Comm. straordinario | [ 10 ] [ 11 ] |
| 26 maggio 2014 | 26 maggio 2019 | Sabrina Zeglio    | lista civica: Insieme per il futuro | Sindaco             | [ 10 ]        |
| 26 maggio 2019 | 9 giugno 2024  | Sabrina Zeglio    | lista civica: Insieme per il futuro | Sindaco             | [ 10 ]        |
| 9 giugno 2024  | in carica      | Marco Pavese      | lista civica: Noi per Alfano        | Sindaco             | [ 10 ]        |

## Infrastrutture e trasporti
La fermata di Tonco-Alfiano è posta lungo la ferrovia Castagnole-Asti-Mortara, il cui traffico è sospeso dal 2012.